# نام‌گذاری
نامگذاری (به انگلیسی: Nomenclature)، سیستمی از نام‌ها یا اصطلاحات یا قواعد تشکیل این اصطلاحات در یک رشته خاص از هنر یا علوم است. اصول نام‌گذاری از قراردادهای نسبتاً غیررسمی گفتار روزمره گرفته تا اصول، قوانین و توصیه‌های مورد توافق بین‌المللی که بر شکل‌گیری و استفاده از اصطلاحات تخصصی مورد استفاده در علمی و سایر رشته‌ها حاکم است، متفاوت است.
نام‌گذاری «اشیا» بخشی از ارتباطات عمومی انسان با استفاده از واژگان و زبان است: این جنبه‌ای از آرایه‌شناسی روزمره است زیرا افراد موضوعات تجربه خود را به همراه شباهت‌ها و تفاوت‌های آنها شناسایی می‌کنند که ناظران آنها را شناسایی، نامگذاری و طبقه‌بندی می‌کنند. استفاده از نام‌ها، به‌عنوان انواع مختلف اسم‌هایی که در زبان‌های مختلف تعبیه شده‌اند، نام‌گذاری را به زبان‌شناسی نظری مرتبط می‌کند، در حالی که نحوه ساختار ذهنی انسان‌ها در جهان در رابطه با معانی کلمات و تجربه، به فلسفه زبان مربوط می‌شود.
علم نام‌شناسی، مطالعه نام‌های خاص و خاستگاه آن‌ها، شامل موارد زیر است: انسان‌شناسی (مرتبط با نام‌های انسان، از جمله نام‌های شخصی، نام‌های نام خانوادگی و نام خودمانی (مستعار)). جای‌نام‌شناسی (مطالعه نام مکان‌ها) و ریشه‌شناسی (ریشه، تاریخچه و استفاده از نام‌ها) که از طریق زبان‌شناسی تطبیقی و توصیفی آشکار می‌شود.
نیاز علمی به سیستم‌های ساده، پایدار و پذیرفته‌شده بین‌المللی برای نام‌گذاری اشیاء جهان طبیعت، بسیاری از سیستم‌های نام‌گذاری رسمی را ایجاد کرده‌است. احتمالاً شناخته‌شده‌ترین این سیستم‌های نام‌گذاری، پنج رمز برای نام‌گذاری زیستی هستند که بر نام‌های علمی لاتین جانداران حاکم است.